# 鈴井貴之
鈴井 貴之（すずい たかゆき、1962年〈昭和37年〉5月6日 - ）は、日本の俳優、タレント、映画監督、放送作家、脚本家、演出家、プロモーター、DJ、ラジオパーソナリティ。
また、実業家として、自身も所属する芸能事務所・株式会社CREATIVE OFFICE CUEの創業者で、現在は取締役会長を務める。
この他に、株式会社キュー・プロダクツの取締役会長、有限会社マンホールフィルムの取締役会長、株式会社コンサドーレの社外取締役（非常勤）も務める。愛称は「ミスター」、「ミスターどうでしょう」「みすた君」 、「会長」。
北海道赤平市出身・在住で、北海道を中心に活動している。
血液型はO型。CREATIVE OFFICE CUE社長の伊藤亜由美は元妻。
以前はアミューズと業務提携をしていた。

## 経歴
北海道赤平市で生まれる。父親は中学校の教師だった。
幼少期は病弱で入退院を繰り返す日々を送る。
小さい頃から8ミリカメラで映画を撮るのが好きであった。
北海道長沼高等学校を経て、北海学園大学法学部に入学。演劇と出会い、6年在籍した後に大学を中退。
その後「ノーティーキッズ」、「劇団487パラシュート」など、いくつかの劇団を立ち上げた後に「劇団OOPARTS(オーパーツ)（1990年旗揚げ、1998年完全消滅）」を主宰し、作（脚本）・演出・出演を手掛ける（後に安田顕も所属する）。
当時は、300人収容の札幌本多小劇場や倉庫などの芝居小屋が当たり前だった札幌演劇界の中で、700人収容の道新ホールなどの大ホールで公演。
北海道では「1000人の客を集める男」として演劇界に、その名を知られた。
1991年秋に、札幌本多小劇場で開催した初の一人芝居「LUNA-CY」では、ガラスを割ったり高所からの落下、エキストラに殴られるなどの過激なシーンが乱発。
自らの体に保険をかけたほどの意欲作で、楽日にはガラスで手を負傷。
終演後は血の滲む包帯姿で観客を見送り、その後に病院へ直行した。
この頃から、劇団と並行してすすきのでバーを経営していたが、劇団の公演で発生する赤字も含めた借金が膨れ上がり、極貧生活を送っていたという。
1992年、北海道の舞台役者が専業で活動できる環境がなく、テレビ・ラジオの出演をマネージメントする事務所の必要を感じ、OOPARTSの劇団員であった伊藤亜由美と共にCREATIVE OFFICE CUEを設立し、代表取締役社長に就任する。
当初は鈴井だけであった所属タレントも年を経るごとに増え、現在ではTEAM NACS（森崎博之・安田顕・戸次重幸・大泉洋・音尾琢真）など、自らを含めた15人のタレントと4人のアーティストが所属する事務所となった。
また、1993年8月には、伊藤亜由美と結婚した。1994年7月に長女が産まれる。
演劇活動と芸能事務所経営を並行して、在札局のテレビ・ラジオ番組の出演・企画・構成を手掛け、AIR-G'では、夕方の帯番組『GO・I・S』を9年余り担当。
後に彼を北海道内で有名にしたのは、自ら企画し、所属俳優の大泉洋、当時HTBアナウンサーであった森田政仁などと共に出演した北海道テレビ放送（HTB）制作の深夜番組『モザイクな夜』である。
そして、全国的人気を獲得するきっかけとなったのが、大泉らと共に出演し、企画・構成もしたHTBの『水曜どうでしょう』である。
北海道以外でもその内容が話題になり、道内での本放送が終了した後も、テレビ朝日系列を中心とした地方局や関東・関西のUHF局で放送され、DVDによる販売では記録的な大ヒットとなっている。
かねてから映画を撮る夢を持っており、2001年には初映画監督作品『man-hole』を公開。
第10回あきた十文字映画祭で北の十文字賞、第15回福岡アジア国際映画祭2001で審査員特別賞を受賞。
また、ベルリン国際映画祭正式出品作品、金鶏百花映画祭2002公式招待上映作品と海外でも上映された。
その後も『river』、『銀のエンゼル』を製作、国内外の映画祭に次々と出品している。
2004年12月、大手芸能事務所・アミューズと業務提携し、アミューズが全国展開のマネージメントやプロモーションを行うようになった。
2005年、アミューズの大里洋吉会長の勧めで韓国への映画留学をする。
これに伴い、芸能活動を中断し、『GO・I・S』の後継番組であった『KING GO・I・S』は終了。
『ぽっぷこ〜んシネマ』は音尾琢真に譲る形で降板。1年間、タレント活動を休止した。
韓国ではカク・キョンテク監督の映画『タイフーン』に参加。
10か月間プロデューサー待遇でロケ現場や編集など、製作現場のほぼ全てに参加し映画制作に携わった。
帰国後の第一作「リーディングドラマ第一章“DIARY〜失ったガラスの靴を探して…”」の作・演出として約10年振りに本格的に舞台演出家としての活動を開始。
舞台役者としては、98年のOOPARTS消滅を以って引退したが「CUE DREAM JAM-BOREE 2006」では、プロデューサーたる大泉の策略によって同イベント限定で8年ぶりに舞台復帰した。
また、AIR-G'の『HOME&AWAY』でレギュラー番組が復活し、本格的に芸能活動を再開。
アルバイト北海道のCMをプロデュースしたり、JTB北海道のイメージキャラクターに起用されるなど留学前とは、また違った活躍をしている。
北海道以外からタレントとしてのオファーがあり、2006年3月にはエフエム青森の特別番組のメインパーソナリティーとして出演。
同年10月より、Date FM（FM仙台）をキー局とした、東北6県ブロックネットで『北風小僧』が放送されていた。
2008年、監督第四作『銀色の雨』を制作。

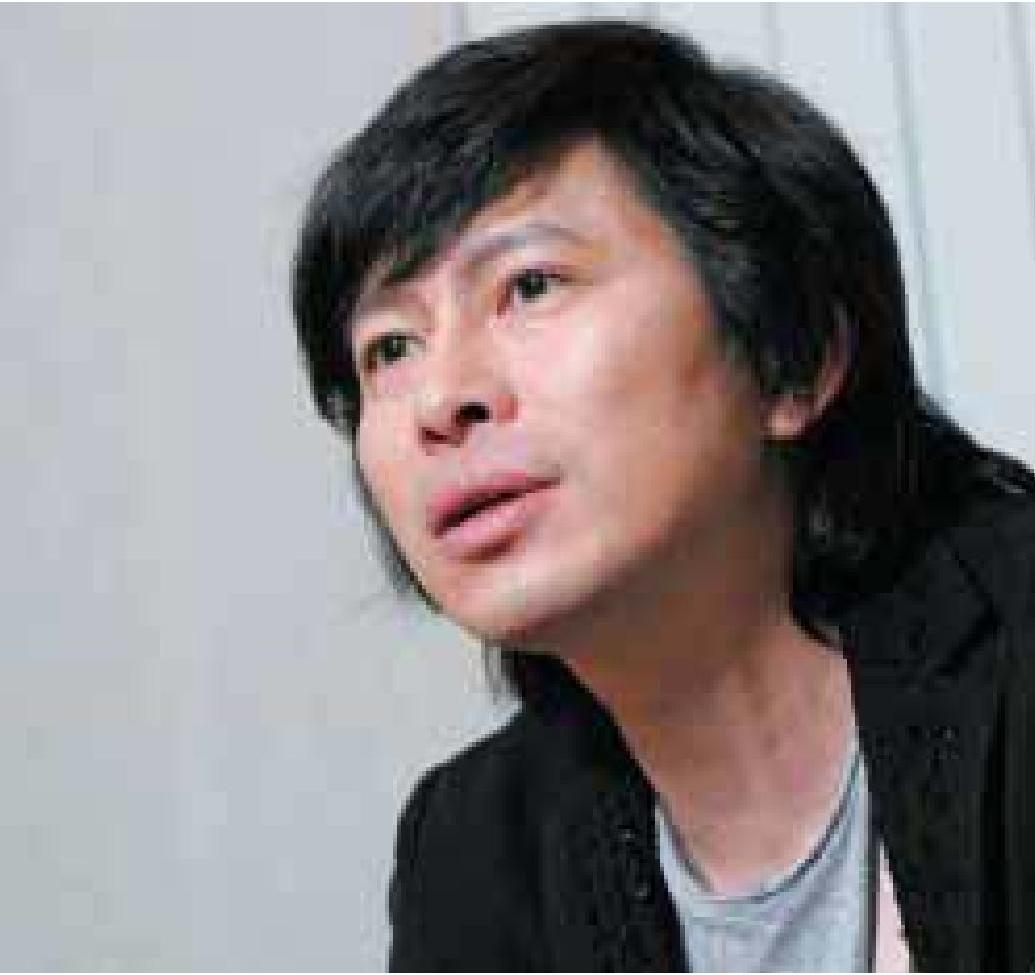
2007年撮影

本作は鈴井にとって初の原作物（浅田次郎の同名短編小説）であり、これまで地元での撮影にこだわってきた鈴井が、初めて道外（鳥取県米子市）を舞台とする映画を制作した。
2009年、演劇プロジェクトとしてのOOPARTSの再復活を宣言した。
2010年10月には、プロジェクト第一弾として舞台公演『CUT』の上演を行った。
2012年8月1日より、CREATIVE OFFICE CUEの社長を退任し、会長に就任することが「CUE DREAM JAM-BOREE 2012」にて発表された。
社長の後任には、妻・伊藤亜由美が就任。
2015年6月、北海道新幹線の開業PRイメージキャラクターに任命され、同年10月、北海道新幹線特任車掌に任命される。
2017年2月1日、伊藤亜由美と離婚。3月にはCREATIVE OFFICE CUEのファンクラブ会報において離婚を発表した。
マスメディア向けにも連名でコメントを発表し、離婚の理由として「夫婦という枠やしがらみにとらわれない関係に戻ろうということで籍を戻した」としており、今後も共同で会社運営に当たりつつ、プレイヤーとプロデューサーとして協力しあいながら活動するとしている。

## 人物
- 愛称の「ミスター」は、『水曜どうでしょう』での「212市町村カントリーサインの旅」で訪れた雨竜町において、大泉が言ったのが始まりである。由来は、「ミスタージャイアンツ」と呼ばれる長嶋茂雄のように、『水曜どうでしょう』の「象徴」として、鈴井を「ミスターどうでしょう」としたため。これは、『水曜どうでしょう』の「象徴」である「不運・不幸」は全て「『ミスターどうでしょう』鈴井貴之に起因する」という意味を含んでいる[17]。
- 愛車はジャガー・XJ、ボルボ・XC90、ランドローバー・レンジローバー (L405)。バイクはBMWのR1200C。この他、複数の重機や建設機械・作業機械なども所有している。
- 1994年生まれの娘[18] がいる。
- 鉄道ファンであり、鉄道模型を所有している事を事務所ホームページでの日記や、水曜どうでしょうDVD全集（副音声）にて公言しており、前述の北海道新幹線特任車掌に選ばれるきっかけともなった。
- 餅系、あんこ系の和菓子類を大の苦手としており、『水曜どうでしょう』の企画では赤福やずんだ餅といった和菓子を強制的に食わされる場面が数多く見られる。その一方、アイスクリームなどの氷菓子は好きで、前述のJTB北海道の連載ではソフトクリームの食べ歩きコラムを持っていた。また梅干しや柑橘類などの酸味のある食材も好みで、『水曜どうでしょう』の「対決列島」では甘い物好きの藤村忠寿Dをそれらで返り討ちにするシーンも多かった[19]。
- 『水曜どうでしょう』の番組内に於ける運の無さに定評がある。くじ引きやサイコロなどで出た場所を訪れる企画(サイコロの旅など)では数々の僻地や過酷な移動手段を引き当て、大泉洋に『ダメ人間』という渾名を付けられた。前述の和菓子を食わされるのは、酷な行き先を引いた鈴井に対する制裁でもある。
- Macintoshのヘビーユーザー。その影響で、大泉をはじめ事務所の関係者に多くの愛用者がいる[20]。
- ロックバンド、カーネーションのファンであり、監督映画『man-hole』では音楽を依頼している。
- 『水曜どうでしょう』の企画『原付日本列島制覇』内で「俺の祖先は（奈良県の）十津川村出身なんだ。だから十津川村に行きたいんだよ」と発言（同村では1889年の災害で約2500人が現在の北海道新十津川町へ移住した記録がある）。しかし、そこに行くためには酷道と言われる程の酷い国道をカブで走らなくてはならないため断念している。こうした理由からプロ野球は、自身と縁ある地域を拠点とする阪神タイガース（十津川村の在る関西）と北海道日本ハムファイターズ（地元北海道）のファンの掛け持ちをしている[21]。
- 北海道コンサドーレ札幌のファンである。中学・高校とサッカー部だったためサッカーに精通しており、AIR-G'のレギュラー番組「GO.I.S.」では、関係者とフットサルチーム「GO.I.S FC(ゴイス　エフシー)」を結成し、積極的に活動した。『水曜どうでしょう』の企画「喜界島一周」の時は、コンサドーレ札幌のレプリカユニフォームを着て登場した。2021年には、コンサドーレ札幌オフィシャルサポーターに就任[22]。2022年4月17日には、株式会社コンサドーレの社外取締役（非常勤）に就任した[2][3]。好きな選手は三浦知良。
- 元妻でCREATIVE OFFICE CUEの現社長である伊藤亜由美（当時は副社長）によれば、若い頃は「お金が手元にあれば、あるだけ使ってしまう」傾向があったとのことで、事務所の所属タレントの給料を勝手に使い込みすすきので豪遊したことが何度もあったという[11]。ただし元々贅沢品には興味が無く「お酒が毎晩飲めればいい」ため「（お金が）なければないで、どうにでもなる」タイプでもあるとのこと[11]。
- 以前は事務所の社長であったが「経営」や「人材育成」に興味がなく、当時は妻で副社長であった伊藤亜由美に任せていた[23]。
- 1人のアーティストとして、事務所の所属タレントをライバル視している[23]。なお、CREATIVE OFFICE CUE所属前で北海学園大学在学中のTEAM NACSのメンバーが出演し、森崎博之が手掛けた、北海学園大学演劇研究会の舞台を鈴井が雑誌で批評し、森崎と論争になった事がある[24]。OOPARTSの再復活を決めたのは、TEAM NACSの全国区での活躍に感化されたためである[25]。
- 事務所の所属タレントに対しては厳しい。安田顕曰く、OOPARTSの稽古場では常に怒声と罵声の嵐で、灰皿が飛ぶことも日常茶飯事であったという。大泉洋は、ジャックナイフのように光る目は、ヤクザか殺し屋でしかなかったと話している[26]。戸次重幸も、事務所のイベントで遅刻し鈴井に叱られるのが怖く、鼻血を出したというエピソードがある[27]。水曜どうでしょうを代表とするバラエティ番組では「ダメ人間」などと揶揄されるポンコツキャラとしているが、裏では出演陣並びにスタッフ陣からも「本当はめちゃくちゃ怖い人」と恐れられており、当番組出演の大泉洋[28]やスタッフの藤村忠寿らによる不手際で鈴井を激怒させてしまい、企画進行に伴いお互いに罪をなすりつけ合う様子[29]が公開されている。あるラジオ番組では鈴井にアポ無しで電話をかけるコーナーを敢行したところ、舞台の脚本内容の変更やスケジュールのリスケが相次ぎ尋常ではないほど機嫌が悪いところに電話をしてしまい、ラジオ出演者陣が凍りつく事態も発生している。また、大泉洋らNACSが出演している番組で大泉洋が番組内で作成する台本の作成の遅れとそれに対する態度を知った鈴井がテレビ局に対し謝罪と大泉に対して「期日までに台本が完成しなかった場合は、"覚悟しとけ"」と恐喝紛いのお叱りをしている。別の番組では、当時妻であった伊藤亜由美との夫婦喧嘩の秘話を公開されているが内容も「海に沈めるぞ」とテレビ放送ギリギリの内容であったことを明かされている。
- 大泉洋が全国進出をするきっかけとなった『パパパパパフィー』だが、当初は鈴井貴之と2人の出演オファーであった。この際、自身の出演は断った上で大泉の単独出演を推薦している[30]。
- 現在は出身地でもある赤平市に在住しており、市内に1万坪の敷地を購入し自宅兼アトリエを構えている[31]。前述の通りサッカー好きが高じて、自宅にフットサルコートを作っている[6]。
- 小橋亜樹の『酒メンタリー 生き恥上々』にゲスト出演した際、自分の人生は「9」の年に人生のカギとなることが起こると語る。「19歳は大学に入学し札幌へ」、「29歳はCREATIVE OFFICE CUEを創設」、「39歳は映画を始め」、「49歳は赤平市に移住」。そして59歳からは執筆に力を入れているという[信頼性要検証]。
- 北海道ローカル局のうち北海道文化放送(UHB)とは仕事が少ないが、これについては2024年にUHBが製作した番組「北海道ゴハット」の中でインタビューがあり「昔自分の冠番組が打ち切られた事も確かにあったがそれに怒ったのは当時のUHB局員で自分では無いし、あぐり王国北海道の企画もUHBに持っていってる」と確執を否定した。ただし映画riverの宣伝でのりゆきのトークDE北海道にゲスト出演した際異常に不機嫌だった事について問われると「これは覚えてるけど放送出来ない」とだけコメントした。

## 受賞歴
- キタデミー賞 監督賞（2018年）[32]

## 監督・演出・脚本作品

### 映画
- man-hole（2001年、主演：安田顕） - 監督・企画・原案[33]
- river（2003年、主演：大泉洋） - 監督・脚本・企画・原作
- 銀のエンゼル（2004年、主演：小日向文世） - 監督・企画・原案
- 銀色の雨（2009年、主演：賀来賢人） - 監督・脚本

### テレビドラマ
- ドラバラ鈴井の巣（北海道テレビ）
  - 雅楽戦隊ホワイトストーンズ（2002年2月1日 - 5月9日・2002年10月10日 - 12月19日・2003年6月5日 - 9月12日） - 原案・脚本・出演
  - なんてったってアイドル!（2004年10月14日 - 12月23日、北海道テレビ） - 脚本・出演
- ロス:タイム:ライフ 第三節「スキヤキ編」（2008年2月16日、フジテレビ、主演：友近） - 演出
- ドラマ24「不便な便利屋」（2015年4月11日 - 6月27日、テレビ東京、主演：岡田将生） - 監督・脚本[34]
  - 不便な便利屋 2016 初雪（2016年12月30日、テレビ東京、主演：岡田将生） - 監督・脚本・カメオ出演[35]

### 舞台
- リーディングドラマ - 作・演出
  - DIARY～失ったガラスの靴を探して～（2005年12月23日 - 25日、札幌ロフト 五番舘赤れんがホール）[36]
  - Memory～はがされた時間～ （2006年12月16日 - 17日、コンカリーニョ）[37]
- OOPARTS - 作・演出・出演
  - CUT（2010年10月、主演：宇梶剛士）
  - SHIP IN A BOTTLE（2014年11月、主演：大内厚雄）
  - HAUNTED HOUSE（2016年2月 - 3月、主演：渡辺いっけい）
  - STAIRWAY TO HEAVEN 天国への階段（2017年7月 - 8月、主演：永野宗典）
  - リ・リ・リストラ～任義ある戦い・ハンバーガー代理戦争（2019年7月 - 9月、主演：八木将康）
  - D-river（2022年2月、主演：渡辺いっけい）[38]
- 樹海 -SEA of THE TREE-（2012年、主演：岡田達也） - 作・演出・出演
- 天国への階段 北海道re-mix 〜ありがとう道新ホール〜（2024年6月、主演：森崎博之） - 作・演出・出演[39]

### ミュージックビデオ
- DAIGO☆STARDUST「デイジー」（2004年） - MV監督

## 出演・企画・構成作品

### テレビ番組
- TVくる〜ずPUCA2（1991年 - 1992年3月 北海道文化放送） - 番組内のミニコントやミニドラマ「愛の狩人」での出演。出演者は他に増沢望、監督・撮影は吉雄孝紀。
- にっぽんPUCA2（1992年4月 -1993年9月 北海道文化放送） - MC。上記の後継番組
- 週刊Nanだ!Canだ!（1990年10月6日 - 2003年3月29日、北海道テレビ） - 企画・構成・出演
- パック2（1992年 - 1993年9月30日、北海道放送） - 再現ビデオに出演
- プレシャスホールNSD（1993年10月 - ?、北海道文化放送） - パーソナリティ[40]
- ケンカの花道（放送年不明、フジテレビ） - ゲスト出演。「素人」を当時、妻だった伊藤亜由美と演じた。ただし夫妻の意向により北海道地区で、この回は未放送。
- モザイクな夜・モザイクな夜V3（1994年4月4日 - 1996年9月30日、北海道テレビ） - 企画・構成・出演
- 虎のバター（1996年頃、北海道文化放送）
- 水曜どうでしょう（1996年10月9日 - 2002年9月4日[注釈 2]、北海道テレビ） - 企画・出演
  - どうでしょうリターンズ（1999年1月5日 - 2004年5月5日、北海道テレビ） - 企画・構成・出演（構成は森崎博之と共に担当）
  - 水曜どうでしょうClassic（2004年7月14日 - 、北海道テレビ） - 企画・出演
- 鈴井の巣（1999年4月9日 - 2001年4月20日、北海道テレビ） - 企画・構成・出演
- 1×8いこうよ!（2000年1月9日 - 、札幌テレビ） - 企画・構成→監修
- いばらのもり（2000年4月5日 - 2002年12月20日、北海道テレビ） - 出演（準レギュラー）
  - いばらのもりリターンズ（2010年4月5日 - 8月23日、北海道テレビ） - 出演（準レギュラー）
- YOSAKOIソーラン祭り特番（北海道テレビ） - 大泉洋と安田顕と共に出演
  - 踊りっ子 世にはばかる!? 鈴井・大泉・安田のYOSAKOI 2000!大放送（2000年6月11日）[41]
  - 鈴井・大泉・安田の踊るYOSAKOI大放送（2001年6月10日） [42]
  - 鈴井・大泉・安田の踊るYOSAKOI大放送（2002年6月23日） [43]
- 鈴井の巣 presents n×u×k×i（2001年4月27日 - 2001年12月24日、北海道テレビ） - 企画・構成・出演
- ドラバラ鈴井の巣（2002年2月1日 - 2004年12月23日、北海道テレビ） - 企画・構成・脚本・出演
- おにぎりあたためますか（2003年3月25日 - 、北海道テレビ） - 企画
- ぽっぷこ〜んシネマ（2003年4月 - 2006年9月、北海道テレビ） - 出演
- FOMA Presents 9!（2004年 - 2005年、北海道テレビ） - 出演
- イチオシ!「アテネGEKIJO」（2004年8月9日 - 30日、北海道テレビ） - アテネからのキャスターで出演。
- TV☆Lab「おおいずみんみん蝉」（2005年、BSフジ） - 出演
- ステイ+α（ステイタス）（2006年、札幌テレビ） - 出演
- プロジェクトCue 鈴井貴之のフィルム・ジャンボリー（2006年10月、チャンネルNECO） - 企画・構成・出演。映画3作とメイキング、北海道内のロケ地を訪ねるミニ番組。
  - 鈴井貴之のロケハン。 冬編（2007年2月・3月、チャンネルNECO） - 企画・構成・出演
  - 鈴井貴之のロケハン。 春編（2007年7月、チャンネルNECO） - 企画・構成・出演
  - 鈴井貴之のロケハン。 夏編（2007年10月・11月、チャンネルNECO） - 企画・構成・出演
- HTB開局40周年記念「〜ありがとう40年〜全部たしたら10時間!ユメミル広場に大集合!!」（2008年8月29日・30日、北海道テレビ） - 出演
- 直CUE!勝負 目指せ!北海道完全征服!?（2008年9月 - 不定期放送、チャンネルNECO） - 出演
- 鈴井貴之 原点回帰（2011年8月26日、NHK札幌放送局） - 出演
- 5時に夢中!（2012年9月21日、東京MXテレビ） - ゲスト出演。外にファン、スタジオに局内同業者が集まった。
- 鈴井貴之 A道ベンチャー!（2013年 - 2014年、NHK札幌放送局） - 出演
- アオタガイ学園（2015年10月2日 - 2016年3月25日、札幌テレビ） - 構成・出演（司会）
- 小林賢太郎テレビ9（2017年12月10日、NHK BSプレミアム） - ゲスト出演
- 高専ロボコン 北海道地区大会（2019年12月19日、NHK札幌放送局） - 出演
- 北海道道（2020年4月3日 - 、NHK札幌放送局） - MC[44]
- 私が女優になる日3（2023年12月10日、TBSテレビ） - 出演

### テレビドラマ
- 東芝日曜劇場「ハッカの風吹く町で」（1992年3月8日、北海道放送制作・TBSテレビ系） - 蟹江敬三に胸倉をつかまれる市役所職員 役[45]
- ドラマシティー'92「いまも友だちいますか?」（1992年9月10日、札幌テレビ制作・日本テレビ系） - 主演の国生さゆりの婚約者 役
- 土曜ドラマ 新十津川物語・昭和編 第1部「女のいくさ」（1992年9月19日、NHK総合）[46]
- 悲しいほどお天気（1992年9月24日、フジテレビ）[47]
- 東芝日曜劇場「拝啓、男たちへ（4） 闘いたい男たち」（1992年9月27日、北海道放送制作・TBSテレビ系）- 主演の林隆三を刺すチンピラ 役[48]
- 北の交響曲（シンフォニー）（1997年9月13日、北海道文化放送） - 伊福部勲 役（伊福部昭の兄。伊福部昭をテーマにしたドキュメンタリードラマ）[49][50]
- 歓喜の歌（2008年9月7日、北海道テレビ制作・テレビ朝日系） - ラーメン店の店員 役（友情出演）
- HTBスペシャルドラマ「幸せハッピー」（2012年12月15日、北海道テレビ） - 医者 役（友情出演）
- チャンネルはそのまま!（2019年3月18日 - 22日、北海道テレビ） - 鈴木貴康 役[51]
- がんばれ!TEAM NACS episode4（2021年7月11日、WOWOW） - 本人 役[52]

### ラジオ番組
- BUBU トワイライトクルーズ（AIR-G'）
- BLAMDNEW BLUE（AIR-G'）
- FM ROCK KIDS（1990年4月 - 1991年3月・2006年4月 - 6月、AIR-G'）
- GO・I・S（1993年10月4日 - 2003年2月27日、AIR-G'） - DJ
- KING GO・I・S（2003年3月 - 2004年9月25日、AIR-G'）
- 裏ゴイス（AIR-G'）
- HOME&AWAY（AIR-G'）
- 北風小僧（2006年10月7日 - 2008年3月29日、Date FM制作・東北6県ブロックネット）
- 鈴井貴之 ラジヲの時間（2011年4月1日 - 2017年3月31日、AIR-G'）
- ALL ROADS LEAD to HOKKAIDO!（2016年3月27日、AIR-G'・TOKYO FM共同制作・JFN系全国ネット） - 北海道新幹線特任車掌

### 映画
- へのじぐち（1990年公開） -  笠野孝二 役
- ガメラ2 レギオン襲来（1996年公開） - 札幌市職員 役
- 猫の恩返し（2002年公開） - 猫のシェフ 役（声の出演）
- TEAM NACS FILMS「N43°」（2009年公開） - 製作
  - 「AFTER」 - 営業部長 役
- そらのレストラン（2019年公開)　- 稲熊 役（友情出演）[53]

### テレビアニメ
- onちゃん夢パワー大冒険!（2003年8月5日、北海道テレビ制作） - ミスター&ぐち 役

### 舞台
- LOVE LETTERS
  - 2010年12月9日、PARCO劇場
  - 2012年2月11日、あさひサンライズホール
  - 2012年3月10日、PARCO劇場
- HONOR〜守り続けた痛みと共に
  - 2025年9月6日 - 13日〈予定〉、かでる2・7 かでるホール[54]

### MV
- One Hokkaido Project「私たちの道」 - TEAM NACSと共に参加[55]

### CM
- STOP AIDSキャンペーン[56]
- 三井グリーンランド（現：北海道グリーンランド）（2000年、大泉洋と共演）[56]
- HTB「ユメミルチカラキャンペーン」（2000年、大泉洋と共演）[57]
- 北海道選挙管理委員会「参議院議員通常選挙」（2004年、大泉洋と共演）[57]
- JTB北海道（2006年）
- アルバイト北海道 「アルキタnavi『バイトバンドバイト』」（2006年、プロデュース）
- サントリー「BOSS」（2004年 - 2007年） - CREATIVE OFFICE CUEメンバーとして出演[58]。
- サッポロビール「サッポロ 道産素材」（2009年 - 2010年） - イメージキャラクター
- ダンロップ「WINTER MAXX」(2012年 - 2013年)
- 北海道「北海道新幹線」（2015年 - 2016年） - 開業PRイメージキャラクター
- スカパー!「スカパー！×北海道」『北海道日本一篇』 （2017年、ナレーション）

## 音楽
- 「DA.BE.SA」 - NORTH END×AYUMI（from SAPPORO）（1995年4月21日、EPICソニー（ESDB-3562）、作詞・歌）[59]
  - "AYUMI"こと鈴井亜由美（当時）は元妻（現：CREATIVE OFFICE CUE社長）。Bro.TOMとともに作詞も担当。
  - EAST END×YURIも参照されたい。
- 「おやG」「ソフトフォーカス」 - 手風琴21（ケンタカユッキー☆フライド事件）（2001年10月24日、サッポロサウンズ（TEF-2001・インディーズ）、作詞・歌）
  - 鈴井（ビューティーたか・Vo）と安田顕（アフターけん・G）によるデュオ。2007年に再発売された。
- 「Merry CUEristmas」 - TEAM NACSと共同（2014年12月10日、A-CUE RECORDS）
- 「私たちの道」- One Hokkaido Project名義（TEAM NACSと共に参加）（デジタル配信：2019年2月20日・CDシングル：2019年3月6日、WESS RECORDS、歌）[60]

## 著書
- 銀のエンゼル 出会えない5枚目を探して（2004年、幻冬舎、ISBN 978-4344007239）
- 鈴井貴之編集長 大泉洋（2005年、新潮社、ISBN 978-4104758012）
- 雅楽戦隊ホワイトストーンズ（2007年、幻冬舎、ISBN 978-4344014312)
- ダメ人間〜溜め息ばかりの青春記（2009年、メディアファクトリー、ISBN 978-4840128957）
- ダメダメ人間 それでも走りつづけた半世紀（2010年、メディアファクトリー、ISBN 978-4840135023）
- ラストファンタジー（2010年12月1日、幻冬舎、ISBN 978-4344019195）
- 水曜日のおじさんたち（2020年12月2日、KADOKAWA、ISBN 978-4041093184） - 藤村忠寿・嬉野雅道との共著

### 連載
- papyrus「LAST Fantasy」（2009年、幻冬舎）
- ダ・ヴィンチ「続・ダメ人間のリセットボタン」（2009年 - 2012年、KADOKAWA）
- スカパー!e2 TVガイド「直CUE!回答 ダメ人間に聞け!!」（2009年 - 2014年、東京ニュース通信社）
- 北海道新聞夕刊「覆水盆に返す」（2010年、北海道新聞社）

## その他
- 森で生まれた赤×黒カレー（ベル食品） - プロデュース[61]